# Hoteanivka, Vîșhorod
Hoteanivka (în ucraineană Хотянівка) este localitatea de reședință a comunei Hoteanivka din raionul Vîșhorod, regiunea Kiev, Ucraina.

## Demografie
Componența lingvistică a localității Hoteanivka
     Ucraineană (93,56%)
     Rusă (6,2%)
     Alte limbi (0,25%)
Conform recensământului din 2001, majoritatea populației localității Hoteanivka era vorbitoare de ucraineană (93,56%), existând în minoritate și vorbitori de rusă (6,2%).